# Miracolul de pe Strada 34 (film din 1994)
Miracolul de pe Strada 34 (titlu original: Miracle on 34th Street) este un film de Crăciun american din 1994 regizat de Les Mayfield. Rolurile principale au fost interpretate de actorii Richard Attenborough, Mara Wilson, Elizabeth Perkins, Dylan McDermott și J. T. Walsh. Moș Crăciun reușește să facă o fetiță să creadă că sărbătoarea Crăciunului este reală. Este prima refacere cinematografică a filmului omonim din 1947.
Magazinul Macy's din New York NYC a refuzat orice implicare a sa în acest film, astfel încât în această refacere a fost folosit numele unui magazin fictiv, "Cole's". Gimbels a dat faliment în 1987; prin urmare a fost înlocuit cu fictivul "Shopper's Express".

## Distribuție
- Richard Attenborough ca Kris Kringle, acesta afirmă că este adevăratul Moș Crăciun.
- Mara Wilson ca Susan Walker, fiica de 6 ani a lui Dorey.
- Elizabeth Perkins ca Dorey Walker, mama lui Susan. Este director de evenimente speciale la magazinele Cole. Este iubita lui Bryan Bedford.
- Dylan McDermott ca Bryan Bedford, iubitul și vecinul lui Dorey.
- J. T. Walsh ca Ed Collins, un avocat
- Simon Jones ca  Donald Shellhammer. Este director de evenimente speciale la magazinele Cole, este cunoscut pentru repetarea expresiei „Chin-Chin”.
- James Remar ca  Jack Duff
- Jane Leeves ca Alberta Leonard
- Robert Prosky ca  Judecător Henry Harper, judecătorul care prezidează „cazul Kris Kringle”. El are un nepot care apare în prima scenă a filmului când cei doi se întâlnesc cu Kris iar nepotul îl întreabă dacă acesta este adevăratul Moș Crăciun.
- Allison Janney ca femeia de bronz din magazinul Cole
- Jack McGee ca Tony Falacchi, un Moș Crăciun beat
- Joss Ackland (nem) ca Victor Landberg, un concurent din magazin